# YOU and I/羊の群れは丘を登る
「YOU and I/羊の群れは丘を登る」（ユーアンドアイ/ひつじのむれはおかをのぼる）は、日本のバンド、ストレイテナーの14枚目のシングル。2011年7月13日発売。発売元はEMIミュージック・ジャパン。

## 概要
- アルバム『STRAIGHTENER』の先行シングル。前作から丁度3ヶ月ぶりとなるシングルで、通算4枚目の両A面シングルである。余談だが、シングルが前々作から3枚連続で13日発売となっている。
- 初回限定盤には全国ワンマンツアー「LONG WAY TO NOWHERE TOUR」チケット購入・応募抽選券封入。
- PVは両曲とも、ジョージ・ウィリアムズが司会を務めるテレビ番組をモチーフにしたものとなっている。

## 収録曲

### CD
1. YOU and I
作詞・作曲：ホリエアツシ、編曲：ストレイテナー
2. 羊の群れは丘を登る
作詞・作曲：ホリエアツシ、編曲：ストレイテナー
3. YOU and I -instrumental-
4. 羊の群れは丘を登る -instrumental-

### DVD
1. YOU and I 【VIDEO CLIP -director's cut-】
2. 羊の群れは丘を登る 【VIDEO CLIP ?director's cut-】
3. VANISH 【LIVE from 'VIVA LA VANDALISM'】
4. SILLY PARADE 【LIVE from 'VIVA LA VANDALISM'】

## 収録アルバム
1. YOU and I
『STRAIGHTENER』
2. 羊の群れは丘を登る
『STRAIGHTENER』